# 8055 Arnim
8055 Arnim este un asteroid din centura principală de asteroizi.

## Descriere
8055 Arnim este un asteroid din centura principală de asteroizi. A fost descoperit pe 17 octombrie 1960 la Observatorul Palomar de Cornelis Johannes van Houten, Ingrid van Houten-Groeneveld și Tom Gehrels. Asteroidul prezintă o orbită caracterizată de o semiaxă mare de 3,04 ua, o excentricitate de 0,22 și o înclinație de 11,0° în raport cu ecliptica.